# EZ-Link
EZ-Link（イージーリンク）は、2002年に導入されたシンガポールの市内交通の支払いに利用できるIC乗車カードである。初期はソニーの非接触型ICカードであるFeliCaの技術を採用していたが、2009年に利用を取り止め、NFC Type-A/Bベースのカードに移行している。

## 概要
発売額はS$10、特定のMRT（地下鉄）のTicket Officeやバスのインターチェンジなどで購入可能。
2008年12月29日より、新世代のez-linkカードの発行が開始された。New EZ-link cardあるいは、CEPAS Cardと呼ばれる。
発売額のうちS$5はカード代であり、使用可能額はS$5となる。
従来のカードでは、デポジットS$5を含むS$10で発売されており、デポジットはカード返済時に返金されたが、新しいカードでは返金されるデポジットがなくなった。
従来は、デポジット分は改札機などで表示されないものの、使用可能額を超過した分をデポジットの範囲内で交通機関の支払いに充当していたが、新しいカードでは、カード残額によっては、交通機関を利用できない。(MRTの場合は乗車改札時に残額がS$3以上、バスの場合は当該乗車バスの終点までの運賃相当額以上)
チャージ は駅の券売機・セブンイレブンなどで可能である。
本カードを使うと割引運賃が適用され、普通乗車券を買ったり、現金で支払うよりも安くなる。また2010年7月3日より、地下鉄とバスを乗り継いで利用した場合、総移動距離で運賃が計算される総距離制運賃が適用される。

## 利用範囲
鉄道、バスのほか、駐車場やコンビニ、スーパーマーケットの決済にも利用できるようになった。
CEPAS Cardに移行してからは、CEPASに適合する他のICカード料金徴収・支払いサービスに対する利用可能エリアの拡大が進んでいる。
- 鉄道･･･SMRT・SBS TransitのMRT・LRT全線
- バス･･･SBS Transit，SMRT・Tower Transit Singapore・Go Ahead Singaporeなどの全バス路線
- スーパーマーケット･･･Cold Storage FairPrice
- コンビニ･･･cheers 7-Eleven
- IJOOZ SMART JUICER